# Handball-DDR-Oberliga (Frauen) 1981/82
Die DDR-Handballmeisterschaft der Frauen wurde mit der Saison 1981/82 zum 32. Mal ausgetragen. Sie begann am 14. November 1981 und endete am 14. April 1982 mit der ersten Meisterschaft vom ASK Vorwärts Frankfurt/O., die lediglich beim Vizemeister SC Empor Rostock ein Spiel verloren. Mit der BSG Post Magdeburg gab es nur einen Absteiger in dieser Saison.
Torschützenkönigin wurde Manuela Voigt von der BSG Halloren Halle mit 137 Toren (davon 55 Siebenmeter).

## Statistiken

### Abschlusstabelle
| Pl.  | Verein                             | Sp | S  | U | N  | Tore    | Punkte |
| ---- | ---------------------------------- | -- | -- | - | -- | ------- | ------ |
| 1.   | ASK Vorwärts Frankfurt/O. (P)      | 18 | 17 | – | 01 | 485:274 | 34:02  |
| 2.   | SC Empor Rostock                   | 18 | 16 | 1 | 01 | 447:290 | 33:03  |
| 3.   | SC Magdeburg (M)                   | 18 | 14 | 1 | 03 | 469:282 | 29:07  |
| 4.   | SC Leipzig                         | 18 | 11 | – | 07 | 450:332 | 22:14  |
| 5.   | TSC Berlin                         | 18 | 11 | – | 07 | 389:309 | 22:14  |
| 6.   | BSG Einheit/Sirokko Neubrandenburg | 18 | 08 | – | 10 | 311:377 | 16:20  |
| 7.   | BSG Halloren Halle                 | 18 | 05 | – | 13 | 336:393 | 10:26  |
| 8.   | TSG Wismar (N)                     | 18 | 04 | 1 | 13 | 330:396 | 09:27  |
| 9.   | BSG Sachsenring Zwickau (N)        | 18 | 02 | 1 | 15 | 254:474 | 05:31  |
| 10.0 | BSG Post Magdeburg                 | 18 | 0– | – | 18 | 233:577 | 00:36  |

 DDR-Meister 0  Absteiger in die DDR-Liga 1982/83
 (M) DDR-Meister 1981 0 (P) FDGB-Pokalsieger 1981 0 (N) Aufsteiger aus der DDR-Liga 1980/81
1. ↑  Zwickau verblieb in der Oberliga, da es aus der DDR-Liga (Staffel Nord) keinen Aufsteiger gab.
 Die drei erstplatzierten Mannschaften aus dem Norden, waren alle nicht aufstiegsberechtigt.

### Kreuztabelle
| 1981/82 14. November 1981 – 14. April 1982 | 1981/82 14. November 1981 – 14. April 1982 | ASK Vorwärts Frankfurt/O. | SC Empor Rostock | SC Magdeburg | SC Leipzig | TSC Berlin | BSG Einheit/Sirokko Neubrandenburg | BSG Halloren Halle | TSG Wismar | BSG Sachsenring Zwickau | BSG Post Magdeburg |
| ------------------------------------------ | ------------------------------------------ | ------------------------- | ---------------- | ------------ | ---------- | ---------- | ---------------------------------- | ------------------ | ---------- | ----------------------- | ------------------ |
| 01.                                        | ASK Vorwärts Frankfurt/O.                  |                           | 21:16            | 25:24        | 25:23      | 18:13      | 25:11                              | 24:10              | 31:11      | 31:10                   | 41:70              |
| 02.                                        | SC Empor Rostock                           | 20:19                     |                  | 25:19        | 22:20      | 20:19      | 33:12                              | 24:14              | 25:16      | 30:90                   | 36:10              |
| 03.                                        | SC Magdeburg                               | 18:22                     | 18:18            |              | 26:21      | 25:14      | 30:80                              | 30:13              | 29:16      | 36:11                   | 36:12              |
| 04.                                        | SC Leipzig                                 | 18:34                     | 19:20            | 13:16        |            | 25:20      | 26:15                              | 30:19              | 28:18      | 36:17                   | 34:11              |
| 05.                                        | TSC Berlin                                 | 13:17                     | 12:15            | 18:19        | 23:18      |            | 19:15                              | 21:14              | 32:21      | 27:13                   | 36:14              |
| 06.                                        | BSG Einheit/S. Neubrandenburg              | 18:26                     | 19:25            | 16:24        | 15:22      | 16:18      |                                    | 17:15              | 17:16      | 16:13                   | 22:17              |
| 07.                                        | BSG Halloren Halle                         | 21:29                     | 23:29            | 16:21        | 12:23      | 12:27      | 18:19                              |                    | 24:19      | 24:13                   | 34:17              |
| 08.                                        | TSG Wismar                                 | 15:27                     | 19:25            | 16:21        | 19:21      | 19:20      | 17:21                              | 20:14              |            | 21:15                   | 27:14              |
| 09.                                        | BSG Sachsenring Zwickau                    | 11:32                     | 09:30            | 13:32        | 11:36      | 19:24      | 18:25                              | 16:22              | 16:16      |                         | 21:16              |
| 10.                                        | BSG Post Magdeburg                         | 15:38                     | 13:33            | 05:45        | 09:37      | 09:33      | 15:30                              | 15:31              | 16:24      | 18:19                   |                    |

### Torschützenliste
|     | Spieler          | Verein                             | Tore / 7 m |
| --- | ---------------- | ---------------------------------- | ---------- |
| 01. | Manuela Voigt    | BSG Halloren Halle                 | 137 / 55   |
| 02. | Kornelia Kunisch | SC Magdeburg                       | 135 / 48   |
| 03. | Katrin Krüger    | ASK Vorwärts Frankfurt/O.          | 105 / 27   |
| 04. | Sabine Kirschke  | SC Empor Rostock                   | 102 / 36   |
| 05. | Evelyn Hübscher  | ASK Vorwärts Frankfurt/O.          | 093 / 10   |
| 06. | Liane Michaelis  | BSG Einheit/Sirokko Neubrandenburg | 088 / 03   |
| 06. | Angela Werner    | SC Leipzig                         | 088 / 29   |
| 08. | Gründer          | BSG Post Magdeburg                 | 086 / 37   |
| 09. | Ballatré         | TSG Wismar                         | 085 / 02   |
| 10. | Gisela Großer    | TSG Wismar                         | 079 / 02   |
| 11. | Kerstin Knüpfer  | SC Leipzig                         | 077 / 13   |
| 12. | Ute Ebert        | BSG Sachsenring Zwickau            | 071 / 22   |

## Meistermannschaft
| 1.                                 | ASK Vorwärts Frankfurt/O. |
| ---------------------------------- | --- |
| Logo vom ASK Vorwärts Frankfurt/O. | - Tor: Ramona Grobmann, Ute Gaukler - Feldspieler: Marion Schulz, Evelyn Hübscher, Sylvia Dauert, Katrin Krüger , Sybille Wagner, Ardina Nitzschke, Carmen Steffen, Denise Lehmann, Andrea Hellmich, Sylvia Klein, Sonja Herrnsdorf, Grit Siegmund, Jana Beyer - Trainer: Wilfried Otto |